# 조혜진 (농구인)
조희진(1973년 9월 25일  ~ )은 2004년 하계 올림픽에 참가한 한국의 전 농구 선수이다.